# Osroes II
Osroes II của Parthia (tiếng Parthia: 𐭇𐭅𐭎𐭓𐭅, Khusraw), là một vua tiếm vị của Đế quốc Parthia vào khoảng năm 190. Tên của ông không được đề cập đến trong lịch sử ngoại trừ những đồng xu mà ông đã ban hành. Thời gian trị vì của ông cho thấy rằng ông đã dấy binh tạo phản vua Vologases IV nhưng không thể cầm cự trước Vologases V. Những đồng tiền xu của ông được đúc tại Ecbatana, chó thấy rằng ông đã kiểm soát vùng Media.